# Ngô Thúc Đạt
Ngô Thúc Đạt (chữ Hán: 吳叔達), là vị vua thứ tư của nước Ngô tồn tại từ cuối thời nhà Thương sang thời Đông Chu trong lịch sử Trung Quốc.
Ông mang họ Cơ, là con của Ngô Quý Giản – quân chủ thứ 3 nước Ngô.
Sử sách không ghi chép thời gian ông làm quân chủ, không rõ năm bắt đầu, năm mất và các sự kiện trong thời gian ông ở ngôi.
Sau khi ông mất, con ông là Cơ Chu Chương lên nối ngôi.